# 10-溴-1-癸醇
10-溴-1-癸醇是一种有机化合物，化学式为C10H21BrO。

## 制备
10-溴-1-癸醇可由1,10-癸二醇和氢溴酸回流反应得到，反应多用甲苯及水作为溶剂。
硫酸-溴化钠虽然可以代替氢溴酸进行上述反应，但是会生成较多的1,10-二溴癸烷副产物。
此外，溴化锂在3-戊酮中可将10-氯-1-癸醇转化为10-溴-1-癸醇。

## 反应
10-溴-1-癸醇具有卤代烃和醇的通性。它在二氯甲烷中可以被氯铬酸吡啶鎓氧化为10-溴-1-癸醛。它和二甲基叔丁基氯硅烷在咪唑的存在下于N,N-二甲基甲酰胺中反应，可以得到10-溴癸氧基叔丁基二甲基硅烷。
10-溴-1-癸醇和碘化钠在丙酮中回流，发生卤素交换反应，生成10-碘-1-癸醇。它和叠氮化钠在四丁基硫酸氢铵的催化下在水-四氢呋喃中反应，可以得到10-叠氮基-1-癸醇。它和乙炔钠在N,N-二甲基甲酰胺中反应，得到11-十二炔-1-醇。它和胺类反应，生成季铵盐，如和三正丙胺反应，生成10-羟癸基三丙基溴化铵。